# Dumitru Berbece
Dumitru Berbece est un handballeur roumain né le 2 janvier 1961.

## Carrière
Dumitru Berbece obtient une médaille de bronze aux Jeux olympiques d'été de 1984 de Los Angeles ainsi qu'une médaille de bronze au Championnat du monde 1990.